# The Door (Mathias Eick)
The Door is het eerste muziekalbum van de Noor Mathias Eick, waarbij hij op eigen benen staat. Hij heeft al een aantal opnamen en concertreeksen gedaan met Jon Balke en Iro Haarla; in 2007 begint hij aan dit soloalbum, terwijl hij met Manu Katché toert. De muziek is een mix van rustige jazz met ambient; een beetje in de richting van Nils Petter Molvær. Het album belandde tot ieders verbazing in de Noorse albumlijsten. Het album is opgenomen in de Rainbow Studio in Oslo, waar ook Jan Garbarek zijn albums opnam. Daarnaast zijn nog opnamen verricht in een privéstudio (Cabin Recorders).

## Musici
- Mathias Eick – trompet, gitaar en vibrafoon
- Jon Balke – piano en toetsen
- Audun Erlien – basgitaar, gitaar (speelde met Terje Rypdal; Charles Lloyd en Marilyn Mazur)
- Audun Kleive – slagwerk (speelde met Molvær)
- Stian Carstensen – pedal steel guitar (speelde met Trygve Seim)[*]

## Composities
1. The door (7;52)
2. Stavanger (6:56)
3. Cologne Blues (8:46)[*]
4. October (4 :36)[*]
5. December (4 :41)[*]
6. Williamsburg (7:20)
7. Fly (4:32)
8. Porvoo (4:13)